# 메시에 98
M98은 머리털자리에 위치한 나선 은하이다. 프랑스인 천문학자 피에르 메셍이 주변 머리털 바람개비 은하(M99)와 메시에 100과 함께 1781년에 발견하였다. 적색편이가 꽤 큰 편이다.
이 은하의 형태 분류는 SAB(s)ab이다.

## 같이 보기
- 메시에 천체 목록
- 메시에 86